# Charlotte of Wales

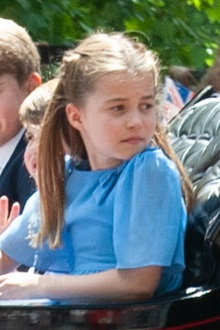
Charlotte of Wales (2022)

HRH Princess Charlotte Elizabeth Diana of Wales (* 2. Mai 2015 in London als Princess Charlotte Elizabeth Diana of Cambridge) ist eine britische Adlige aus dem Haus Windsor.  Sie ist das zweite Kind des britischen Kronprinzen William, Prince of Wales, und dessen Frau, Catherine, Princess of Wales. Als Enkelin von König Charles III. steht sie nach ihrem Vater und ihrem älteren Bruder, George of Wales, an dritter Stelle der britischen Thronfolge.

## Geburt, Taufe und Wohnsitz
Prinzessin Charlotte, das zweite Kind des Prince und der Princess of Wales, wurde am 2. Mai 2015 im Lindo Wing des St Mary’s Hospital in London geboren. Am 4. Mai 2015 wurde ihr vollständiger Name, Charlotte Elizabeth Diana, bekanntgegeben. Ihre Namen trägt sie in Anlehnung an ihren Großvater Charles III., ihre Urgroßmutter Königin Elizabeth II. und ihre verstorbene Großmutter Diana, Princess of Wales. Ihre Eltern gaben ihr die Spitznamen „Lottie“ und „Mignonette“.
Am 5. Juli 2015 wurde Charlotte vom Erzbischof von Canterbury in der St. Mary Magdalene Church in Sandringham getauft, derselben Kirche, in der 1961 ihre Großmutter Diana getauft worden war. Ihre Paten sind die Cousine und der Cousin ihrer Eltern Laura Fellowes und Adam Middleton und Freunde der Familie Thomas van Straubenzee, James Meade und Sophie Carter. Bei ihrer Taufe trug sie das königliche Taufkleid, als Taufbecken diente das Lily Font, das für Prinzessin Victoria gefertigt worden war. Es wurde Wasser aus dem Fluss Jordan verwendet.
Zum Zeitpunkt ihrer Geburt bewohnte die Familie Anmer Hall in Norfolk, im Jahr 2017 zog die Familie in den Kensington Palace. Seit September 2022 bewohnt die Familie das Adelaide Cottage auf dem Gelände von Windsor Castle.

## Schulbildung
Charlotte besuchte ab Januar 2018 die Willcocks Nursery School in der Nähe ihres Zuhauses, dem Kensington Palace. Ab September 2019 besuchte sie, genauso wie ihr älterer Bruder George, die Thomas’s School in Battersea. Dort wurde sie Charlotte Cambridge genannt.
Seit September 2022 besucht sie wie ihre Geschwister wegen des Umzugs der Familie nach Windsor die private Lambrook School in der Grafschaft Berkshire.

## Öffentliche Auftritte
Am 11. Juni 2016 hatte sie auf dem Balkon des Buckingham Palace bei Trooping the Colour zu Ehren des 90. Geburtstags von Königin Elisabeth II. ihren dritten öffentlichen Auftritt. Sie begleitete ihre Eltern und ihren Bruder George im September 2016 auf einer Reise durch Kanada und im Juli 2017 auf einer Reise nach Polen und Deutschland.
Bei der Hochzeit ihrer Tante Pippa Middleton im Mai 2017, der ihres Onkels Prinz Harry im Mai 2018 und der ihrer Tante zweiten Grades Prinzessin Eugenie im Oktober 2018 war sie Blumenmädchen.
Im März 2020 war Charlotte gemeinsam mit ihren Geschwistern in einem Video zu sehen, um Menschen, die während der COVID-19-Pandemie in Schlüsselfunktionen arbeiteten, zu applaudieren. Im September 2020 trafen sie und ihre Brüder David Attenborough; der Kensington Palace veröffentlichte dazu ein Video, in dem sie Attenborough Fragen zum Umweltschutz stellte. Im Dezember 2020 hatte Charlotte ihren ersten Auftritt auf dem roten Teppich im Londoner Palladium, um Personen in Schlüsselfunktionen für ihre Bemühungen während der Pandemie zu danken.

## Medien
Trotz der Bemühungen ihrer Eltern, ihre Kinder vor der Presse zu schützen, löst jedes Foto und jeder öffentliche Auftritt von ihr einen Medienrummel aus. Laut Einkaufsstatistiken und Umfragen unter Eltern ist die Prinzessin eine wichtige Stilikone für Kinder. Einzelhändler, insbesondere bei Kleidung, profitieren davon, dass ihre Produkte auf Fotos der Prinzessin erscheinen. Das Phänomen wird als „Prinzessin-Charlotte-Effekt“ oder „Charlotte-Effekt“ bezeichnet. Brand Finance und Reader’s Digest schätzen, dass sie für die britische Wirtschaft im Laufe ihres Lebens mehr als drei Milliarden Pfund wert sein wird.

## Titel und Thronfolge
Charlotte ist durch Geburt eine Prinzessin des Vereinigten Königreiches. Auch steht ihr der Titel einer königlichen Hoheit zu. Im Dezember 2012 hatte Königin Elisabeth II. durch Letters Patent verfügt, dass alle zukünftigen Kinder von Prinz William den Titel und die Anrede „Königliche Hoheit“ erhalten, nicht nur, wie bis dahin üblich, der älteste Sohn.
In der britischen Thronfolge steht Charlotte an dritter Stelle. Vor der britischen Prinzessin stehen ihr Vater sowie ihr älterer Bruder George.
Aufgrund der Umsetzung des Perth-Abkommens, das die männliche Präferenzprimogenitur durch die absolute Primogenitur ersetzte, rutschte sie nicht einen Platz in der Thronfolge nach unten, als ihr jüngerer Bruder Louis im April 2018 geboren wurde. Damit ist sie die erste britische Prinzessin, die in der Thronfolge über einem Bruder rangiert.

## Vorfahren
| Ahnentafel Princess Charlotte of Wales | Ahnentafel Princess Charlotte of Wales                                                          | Ahnentafel Princess Charlotte of Wales                                                          | Ahnentafel Princess Charlotte of Wales                                               | Ahnentafel Princess Charlotte of Wales                                               | Ahnentafel Princess Charlotte of Wales                                         | Ahnentafel Princess Charlotte of Wales                                         | Ahnentafel Princess Charlotte of Wales                                         | Ahnentafel Princess Charlotte of Wales                                         |
| -------------------------------------- | ----------------------------------------------------------------------------------------------- | ----------------------------------------------------------------------------------------------- | ------------------------------------------------------------------------------------ | ------------------------------------------------------------------------------------ | ------------------------------------------------------------------------------ | ------------------------------------------------------------------------------ | ------------------------------------------------------------------------------ | ------------------------------------------------------------------------------ |
| Ururgroßeltern                         | Prinz Andreas von Griechenland (1882–1944) ⚭ 1903 Prinzessin Alice von Battenberg (1885–1969)   | König Georg VI. (1895–1952) ⚭ 1923 Elizabeth Bowes-Lyon (1900–2002)                             | Albert Spencer, 7. Earl Spencer (1892–1975) ⚭ 1919 Lady Cynthia Hamilton (1897–1972) | Maurice Roche, 4. Baron Fermoy (1885–1955) ⚭ 1931 Ruth Gill (1908–1993)              | Richard Noel Middleton (1878–1951) ⚭ 1914 Olive Lupton (1881–1936)             | Frederick Glassborow (1898–1954) ⚭ 1920 Constance Robison (1888–1977)          | Stephen Goldsmith (1886–1938) ⚭ 1909 Edith Chandler (1889–1971)                | Thomas Harrison (1904–1976) ⚭ 1934 Elizabeth Temple (1903–1991)                |
| Urgroßeltern                           | Prinz Philip von Griechenland und Dänemark (1921–2021) ⚭ 1947 Königin Elisabeth II. (1926–2022) | Prinz Philip von Griechenland und Dänemark (1921–2021) ⚭ 1947 Königin Elisabeth II. (1926–2022) | John Spencer, 8. Earl Spencer (1924–1992) ⚭ 1954–1969 Hon. Frances Roche (1936–2004) | John Spencer, 8. Earl Spencer (1924–1992) ⚭ 1954–1969 Hon. Frances Roche (1936–2004) | Peter Middleton (1920–2010) ⚭ 1946 Valerie Glassborow (1924–2006)              | Peter Middleton (1920–2010) ⚭ 1946 Valerie Glassborow (1924–2006)              | Ronald Goldsmith (1931–2003) ⚭ 1953 Dorothy Harrison (1935–2006)               | Ronald Goldsmith (1931–2003) ⚭ 1953 Dorothy Harrison (1935–2006)               |
| Großeltern                             | König Charles III. (* 1948) ⚭ 1981–1996 Lady Diana Spencer (1961–1997)                          | König Charles III. (* 1948) ⚭ 1981–1996 Lady Diana Spencer (1961–1997)                          | König Charles III. (* 1948) ⚭ 1981–1996 Lady Diana Spencer (1961–1997)               | König Charles III. (* 1948) ⚭ 1981–1996 Lady Diana Spencer (1961–1997)               | Michael Middleton (* 1949) ⚭ 1980 Carole Goldsmith (* 1955)                    | Michael Middleton (* 1949) ⚭ 1980 Carole Goldsmith (* 1955)                    | Michael Middleton (* 1949) ⚭ 1980 Carole Goldsmith (* 1955)                    | Michael Middleton (* 1949) ⚭ 1980 Carole Goldsmith (* 1955)                    |
| Eltern                                 | William, Prince of Wales (* 1982) ⚭ 2011 Catherine, Princess of Wales (* 1982)                  | William, Prince of Wales (* 1982) ⚭ 2011 Catherine, Princess of Wales (* 1982)                  | William, Prince of Wales (* 1982) ⚭ 2011 Catherine, Princess of Wales (* 1982)       | William, Prince of Wales (* 1982) ⚭ 2011 Catherine, Princess of Wales (* 1982)       | William, Prince of Wales (* 1982) ⚭ 2011 Catherine, Princess of Wales (* 1982) | William, Prince of Wales (* 1982) ⚭ 2011 Catherine, Princess of Wales (* 1982) | William, Prince of Wales (* 1982) ⚭ 2011 Catherine, Princess of Wales (* 1982) | William, Prince of Wales (* 1982) ⚭ 2011 Catherine, Princess of Wales (* 1982) |
| Princess Charlotte of Wales (* 2015)   |                                                                                                 |                                                                                                 |                                                                                      |                                                                                      |                                                                                |                                                                                |                                                                                |                                                                                |